# Oxie

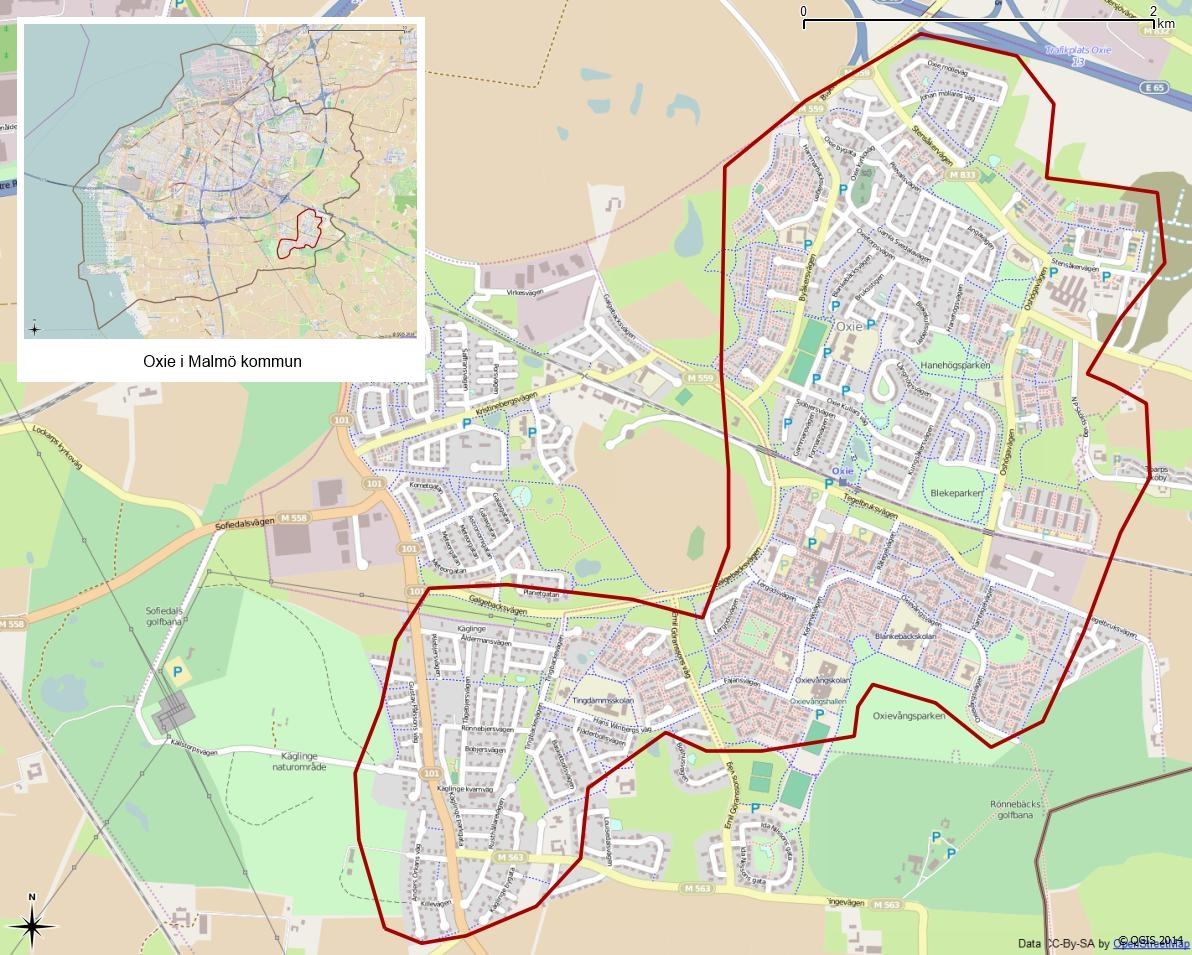
Tätorten Oxies avgränsning 1990 på en nutida karta. Sedan 2010 ingår Kristineberg i tätorten.

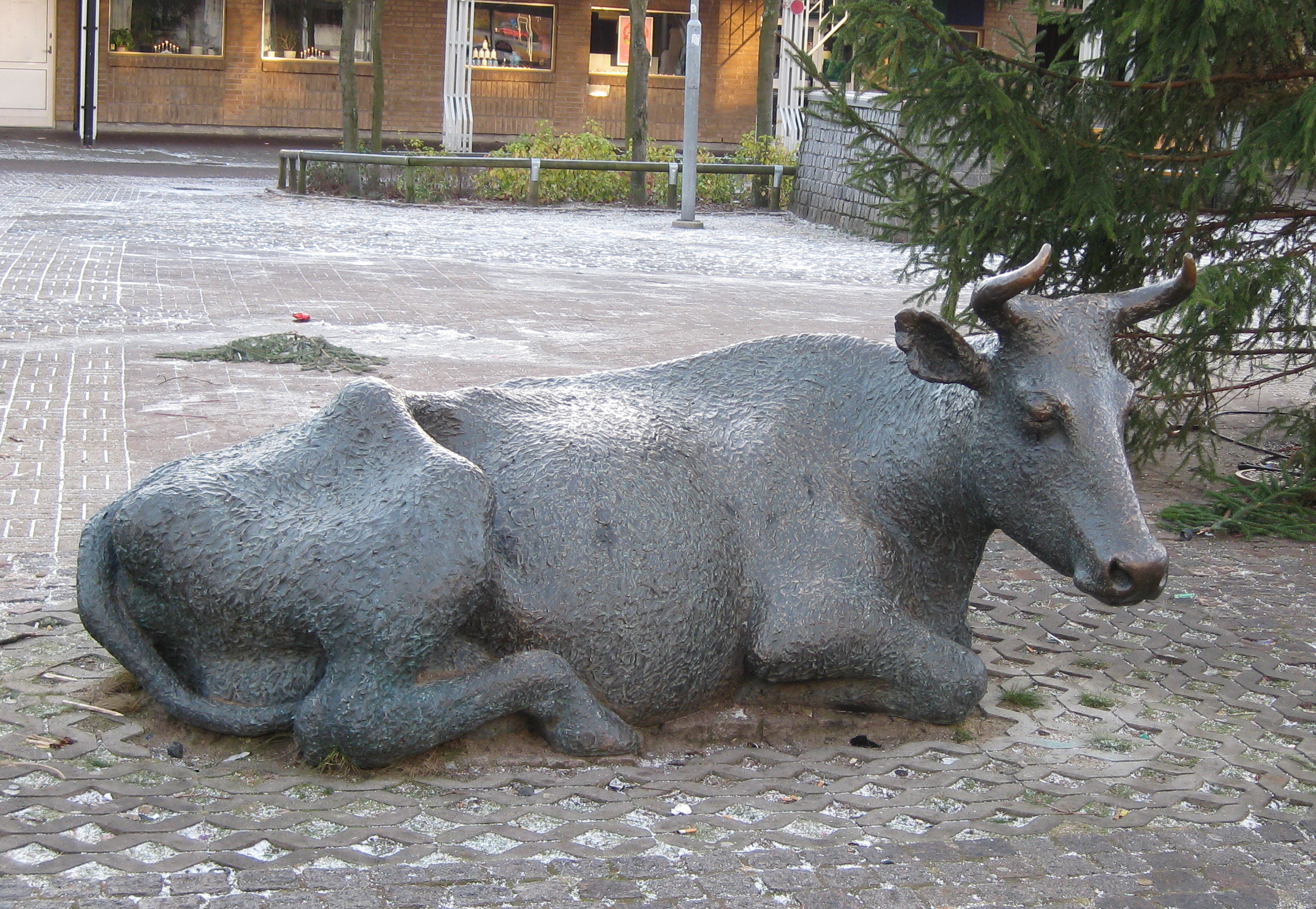
Skulptur på torget i Oxie (Fred Åberg, 1985)

Oxie är en tätort och en stadsdel i Malmö kommun, ungefär motsvarande Oxie socken. Oxie utgör en förort till Malmö. Oxie ligger knappt 10 km sydost om centrala Malmö. Från 2015 sträcker sig tätorten även in i ett mindre obebott område i Svedala kommun.
Tätorten ligger vid E65:an och genomkorsas av järnvägen mellan Malmö och Ystad.  
Malmö stadsbussar 1 och 12 och regionbusslinje 144 trafikerar Oxie.

## Historia
Namnet kommer av förledet os- med betydelsen "åmynning", "källsprång" och ändelsen -ie, en vanlig ändelse i sydvästra Skåne med betydelsen "(grav)hög". I Oxie finns Oshögavägen, vilken erinrar om den ursprungliga namnformen. Oxie var ursprunglig tingsplats i Oxie härad. Än idag finns namnet Galgebacksvägen, som ett minne från den tid då de av häradsrätten avkunnade dödsdomarna verkställdes där. Det skedde flera avrättningar både på 1700-talet och 1800-talet.

### Befolkningsutveckling
| Befolkningsutvecklingen i Oxie 1960–2020                                                   | Befolkningsutvecklingen i Oxie 1960–2020 | Befolkningsutvecklingen i Oxie 1960–2020 | Befolkningsutvecklingen i Oxie 1960–2020 | Befolkningsutvecklingen i Oxie 1960–2020 |
| ------------------------------------------------------------------------------------------ | ---------------------------------------- | ---------------------------------------- | ---------------------------------------- | ---------------------------------------- |
|                                                                                            |                                          |                                          |                                          |                                          |
| År                                                                                         |                                          |                                          | Folkmängd                                | Areal (ha)                               |
| 1960                                                                                       | 1960                                     |                                          | 388                                      |                                          |
| 1965                                                                                       | 1965                                     |                                          | 773                                      |                                          |
| 1970                                                                                       | 1970                                     |                                          | 1 506                                    |                                          |
| 1975                                                                                       | 1975                                     |                                          | 2 898                                    |                                          |
| 1980                                                                                       | 1980                                     |                                          | 4 932                                    |                                          |
| 1990                                                                                       | 1990                                     |                                          | 9 025                                    | 297                                      |
| 1995                                                                                       | 1995                                     |                                          | 9 080                                    | 309                                      |
| 2000                                                                                       | 2000                                     |                                          | 9 242                                    | 318                                      |
| 2005                                                                                       | 2005                                     |                                          | 9 225                                    | 325                                      |
| 2010                                                                                       | 2010                                     |                                          | 11 493                                   | 429                                      |
| 2015                                                                                       | 2015                                     |                                          | 12 665                                   | 553                                      |
| 2018                                                                                       | 2018                                     |                                          | 13 225                                   | 560                                      |
| 2020                                                                                       | 2020                                     |                                          | 13 575                                   | 564                                      |
| Anm.: Sammanvuxen med Käglinge 1990 och med Kristineberg 2010. Sammanvuxen med Toarp 2015. |                                          |                                          |                                          |                                          |

## Samhället
Tätorten har till största delen villabebyggelse. Orten har en egen järnvägsstation, Oxie station. Här finns även bland annat ett vattentorn, Tycho Brahe-observatoriet och Oxie kyrka samt högstadieskolan Oxievångsskolan med cirka 600 elever. 

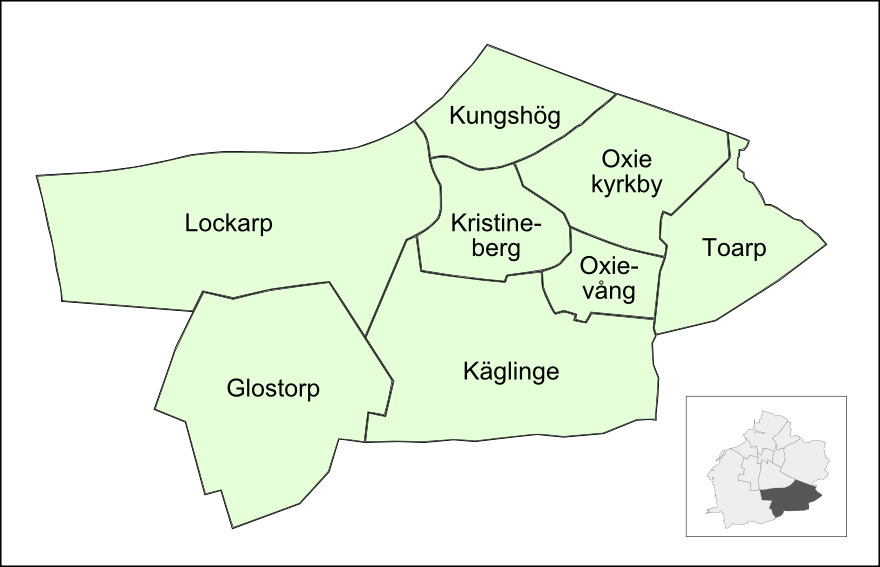
Delområden i stadsdelen Oxie

### Delområden i Oxie (stadsdel)
- Glostorp
- Kristineberg
- Kungshög
- Käglinge
- Lockarp
- Oxie kyrkby
- Oxievång
- Toarp

### Handel
I slutet av 1970-talet planerade Riksbyggden och HSB Malmö ett nytt centrum för Oxie och bildade ett samägt konsortium för ändamålet. Första spadtaget togs 1979. Nya Oxie Centrum planerades som ett lokalt handels- och servicecentrum och var bilfritt från början. Byggnaderna gjordes två våningar höga för att bidra till en småstadskänsla. Konsumentföreningen Solidar fick etablera centrumets livsmedelshall, K-marknaden.
Den 27 augusti 1981 invigdes nya Oxie Centrum med K-marknaden.
Oxie hade tidigare en lokal konsumentförening, Kooperativa föreningen Oxie som grundades 1907. Butiken öppnade den 15 maj 1907. Den första butiken låg i Toarp. I juni 1909 öppnade föreningen sin andra butik vid Oxie station. Den lades ner efter några år. År 1951 bestämde föreningen att man skulle uppgå i Kooperativa föreningen Solidar i Malmö.

## Idrott
Här finns  Oxie golfklubb, Rönnebäcks golfklubb, golfbana i utkanten av Oxie och Käglinge, samt Sofiedals Golfklubb.
Här finns även en sportklubb vid namn Oxie SK som har diverse idrotter, bland annat fotboll och innebandy. Klubben bildades 2013 efter en sammanslagning av de två byklubbarna Oxie IF och BK Vången. 
Oxie SK har olika anläggningar. Mestadels av fotbollen spelas på Oxievångs IP och inomhusidrotterna arrangeras i byns olika sporthallar med Oxievångshallen som en central plats.
2016 startades Kristineberg SK som idag är Malmös näst största schackklubb med över 270st medlemmar.